# Воины духа
Музыкальный спектакль (мюзикл) «Воины Духа» — постановка, выполненная в жанре патриотического музыкального шоу. Театральное действие объединило в себе современные мультимедийные технологии, игру актёров и каскадёрскую работу.
Премьера шоу «Воины Духа», посвященного подвигу десантников 6 роты Псковской дивизии ВДВ, состоялась в 2004 году на сцене СК «Олимпийский». Премьерный показ с участием актёров Д. Дюжева, П. Майкова, Т. Дольниковой и П. Смеяна собрал 16-тысячную аудиторию. В 2005 году спектакль стал лауреатом Международной профессиональной премии в области шоу-технологий «SHOWTEX AWARDS» в номинации «Мега-проект с использованием шоу-технологий».
Видеоверсия спектакля вышла ограниченным тиражом на DVD в 2005 году.
29 февраля 2020 на ВТБ Арена года состоялась премьера обновлённой версии спектакля.

## Сюжет
Спектакль основан на реальных событиях и посвящён подвигу 6 роты Псковской дивизии ВДВ в Аргунском ущелье.
В центре сюжета — молодой человек (Н. Пресняков), увлечённый компьютерными играми. Ему предстоит сделать выбор между виртуальной реальностью, где нет никаких законов и правил, и обычной жизнью, наполненной трудностями и разочарованиями. «Хозяин» виртуальной сети Провайдер, он же бес (И. Миркурбанов), и его приспешники (его свита) (И. Жижикин, А. Бобров, А. Гусев, К. Татаршао, Ю. Чуракова, Е. Пащенко) соблазняют героя, полностью погружая его в иллюзорный мир, наполненный новейшими технологиями, мгновенной популярностью, доступной и недолговечной любовью, глумясь над реальной жизнью. Им противостоит Комбат (Д. Дюжев), напоминающий растерянному герою о прошлом его страны, о подвиге российских солдат во все времена, о чистой и глубокой любви. Раз за разом Провайдер и Комбат сталкиваются в борьбе за душу молодого человека, олицетворяющего собой целое поколение.
После сложной внутренней борьбы герой выбирает реальный мир.

## Создатели
- Авторы идеи — Константин Ахапкин, Игорь Исаков
- Главный продюсер — Марина Ким
- Генеральные продюсеры — Мария Исакова, Игорь Исаков
- Авторы либретто — Игорь Исаков, Андрей Меньшиков, Аркадий Творогов
- Композиторы — Евгений Ширяев, Сергей Трофимов, Александр Шевченко, Денис Хрущёв, Николай Щастьев, Владимир Мазур
- Авторы текстов — Андрей Меньшиков, Сергей Трофимов, Александр Шевченко, Денис Хрущёв, Николай Щастьев, Владимир Мазур
- Режиссёр-постановщик — Вячеслав Кулаев

## Актерский состав
- Комбат Марк Евтюхин — Дмитрий Дюжев
- Герой — Никита Пресняков
- Подруга Героя — Теона Дольникова
- Провайдер — Игорь Миркурбанов
- Супер-герой — Игорь Жижикин
- Командир десантников — Юрий Мельников

## Список музыкальных номеров
- Увертюра — Д. Дюжев, И. Миркурбанов
- Сеть — Н. Пресняков
- Город — А. Бобров, А. Гусев
- Непостижимость — Т. Дольникова, Н. Пресняков
- Поиск Героя — Н. Пресняков
- Фотоальбом — Д. Дюжев
- Армия — это я! — А. Бобров, А. Гусев
- Перевал — Д. Дюжев, Н. Пресняков
- Виртуальная любовь — К. Татаршао, Ю. Чуракова, Е. Пащенко
- Благослови — Т. Дольникова
- Серенада — Д. Дюжев
- Вернись (Ветер и снег) — Т. Дольникова
- Десантная — Ю. Мельников
- Странный ответ — К. Татаршао, Ю. Чуракова, Е. Пащенко
- Солдаты Удачи — И. Миркурбанов, Д. Дюжев
- Воины Духа (Жил да был солдат) — Артисты спектакля